# Acantholycosa levinae
Acantholycosa levinae (Marusik, Azarkina & Koponen, 2004) è un ragno appartenente alla famiglia Lycosidae.

## Etimologia
Il nome della specie deriva dalla raccoglitrice dell'olotipo: la sig.ra Nadezhda V. Levina.

## Caratteristiche
L'olotipo maschile rinvenuto ha lunghezza totale è di 7,60mm; la lunghezza del cefalotorace è di 3,60mm; e la larghezza è di 2,95mm.

## Distribuzione
La specie è stata reperita nella Russia centrale: l'olotipo maschile è stato rinvenuto 30 chilometri a sudest di Ust-Koksa, nella Riserva Katunski, appartenente ai Monti Altaj.

## Tassonomia
Appartiene al baltoroi-group, le cui caratteristiche peculiari sono: punta dell'apofisi terminale biforcuta o tronca; presenza di una piccola apofisi triangolare nella palea e il setto a forma di ancora.
Al 2016 non sono note sottospecie e dal 2004 non sono stati esaminati nuovi esemplari.